# Музей оптических иллюзий
Музей оптических иллюзий (англ. Trick Eye Museum) — интерактивный музей, расположенный в Сеуле (Южная Корея). Экспонаты музея представляют собой увеличенные полотна и инсталляции, создающие эффект оптической иллюзии. Название музея происходит от французского слова «Trompe-loeil», дословно означающего «обман зрения». Большой приток посетителей обеспечивается за счет удобного расположения музея в одном из самых оживленных районов Сеула — Хондэ. Одной из особенностей музея является возможность беспрепятственно трогать и фотографировать экспонаты.
Музей был открыт в 2014, каждый год его посещают более 300 000 человек. Аналогичный музей есть в Пусане, на острове Чеджудо и в Сингапуре. В 2014 году музей оптических иллюзий был назван самым посещаемым местом в Сеуле в категории музеи/галереи. Музей Trick Eye обходит по популярности Национальный музей Кореи и Музей искусства компании Samsung Leeum.
Музей разделен на семь тематических галерей — история, шедевры мирового искусства, романтика, роскошь, быт, традиции и дом зеркал.